# 马赫纳尔巴扎尔
马赫纳尔巴扎尔（Mahnar Bazar），是印度比哈尔邦Vaishali县的一个城镇。总人口37354（2001年）。

## 人口
该地2001年总人口37354人，其中男性19381人，女性17973人；0—6岁人口7392人，其中男3753人，女3639人；识字率42.61%，其中男性为51.51%，女性为33.01%。